# Ludwig Hugo Becker

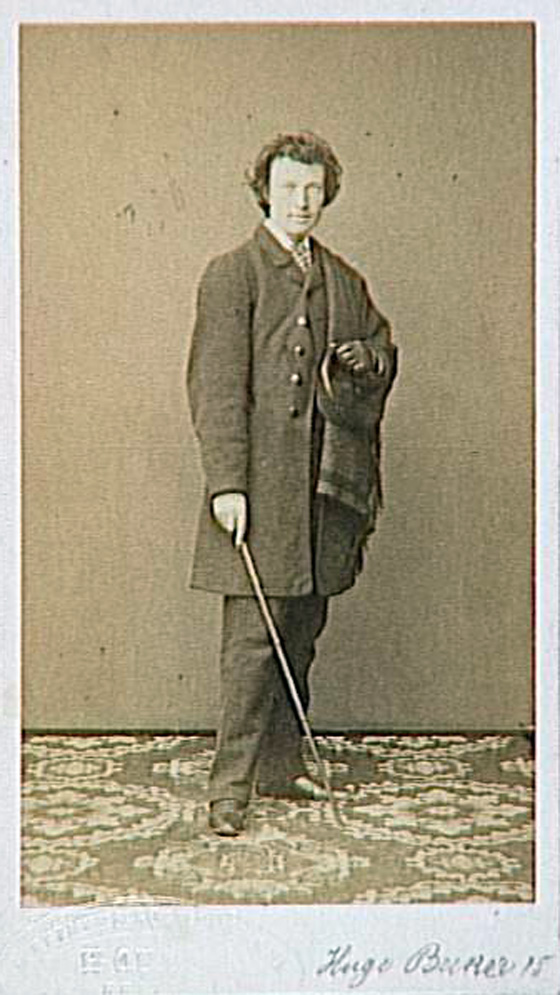
Ludwig Hugo Becker, Foto Arnold Overbeck, Gebr. G. & A. Overbeck in Düsseldorf

Ludwig Hugo Becker, auch Louis Hugo Becker (* 19. Juli 1833 in Wesel; † 25. Dezember 1868 in Düsseldorf), war ein deutscher Maler, Zeichner und Radierer der Düsseldorfer Schule.

## Leben
Becker wuchs in Wesel am Niederrhein auf und besuchte dort – unter anderem zusammen mit den späteren Malern Ernst Bosch und Ernst von Bernuth – das Gymnasium. Hier unterrichtete als Zeichenlehrer der Maler Hendrik Lot, dessen Privatschüler Becker 1850 wurde. Gemeinsam mit dem Lehrer sowie Ernst Bosch, dem späteren Maler Ernst von Raven, dem Lithografen Wilhelm Düms und anderen zeichnete er in Abendkursen nach dem lebenden Modell. Zur Vorbereitung auf das Studium und konkret zur Anlage der einzureichenden Vorlagemappe eigener Arbeiten entstanden im Sommer 1851 Landschaftsstudien in der Umgebung von Wesel.
Mit dem Fachziel Kupferstecher trat er 1852 in den „Antikensaal“ unter Karl Ferdinand Sohn an der Kunstakademie Düsseldorf ein und besuchte auch die Bauklasse unter Rudolf Wiegmann. 1853 war er Schüler der Landschafterklasse von Johann Wilhelm Schirmer, 1854 bis 1860 in der Malklasse von Hans Fredrik Gude. Ab 1859 unternahm er zahlreiche Studienreisen an Rhein und Mosel, nach Hessen (zur Willingshäuser Malerkolonie), an die Ostsee, in die Normandie und die Schweiz sowie nach Italien und – zusammen mit Wilhelm Busch, Carl Irmer, Christian Kröner und Julius Rollmann – in das oberbayrische Brannenburg. Ab 1857 war Becker Mitglied des Künstlervereins Malkasten sowie seit 1865 des Kunstvereins für die Rheinlande und Westfalen.
Seine Arbeiten zeigte er in den Jahresausstellungen des Düsseldorfer Kunstvereins und in den „permanenten Kunstausstellungen“ der Kunsthandlungen Eduard Schulte und Bismeyer & Kraus in Düsseldorf sowie vor allem auch in Berlin. Radierungen und Lithografien nach seinen Werken erschienen unter anderem im Düsseldorfer Jugendalbum (Der Einsiedler, Die Schaukel, 1859), im Deutschen Künstler-Album (Abendlandschaft, 1859), im Düsseldorfer Künstler-Album (Die schöne Luft, 1859; Sommer. 1866) sowie in der Zeitschrift für bildende Kunst (Wassermühle im Walde, 1863). Mit Illustrationen war Becker in zahlreichen Publikationen vertreten, unter anderem in der Düsseldorfer Bildermappe, im Album Deutscher Kunst und Dichtung, in Deutsche Bilderbogen für Jung und Alt, in Deutscher Balladenschatz, herausgegeben von Gustav Wendt.

## Werke (Auswahl)

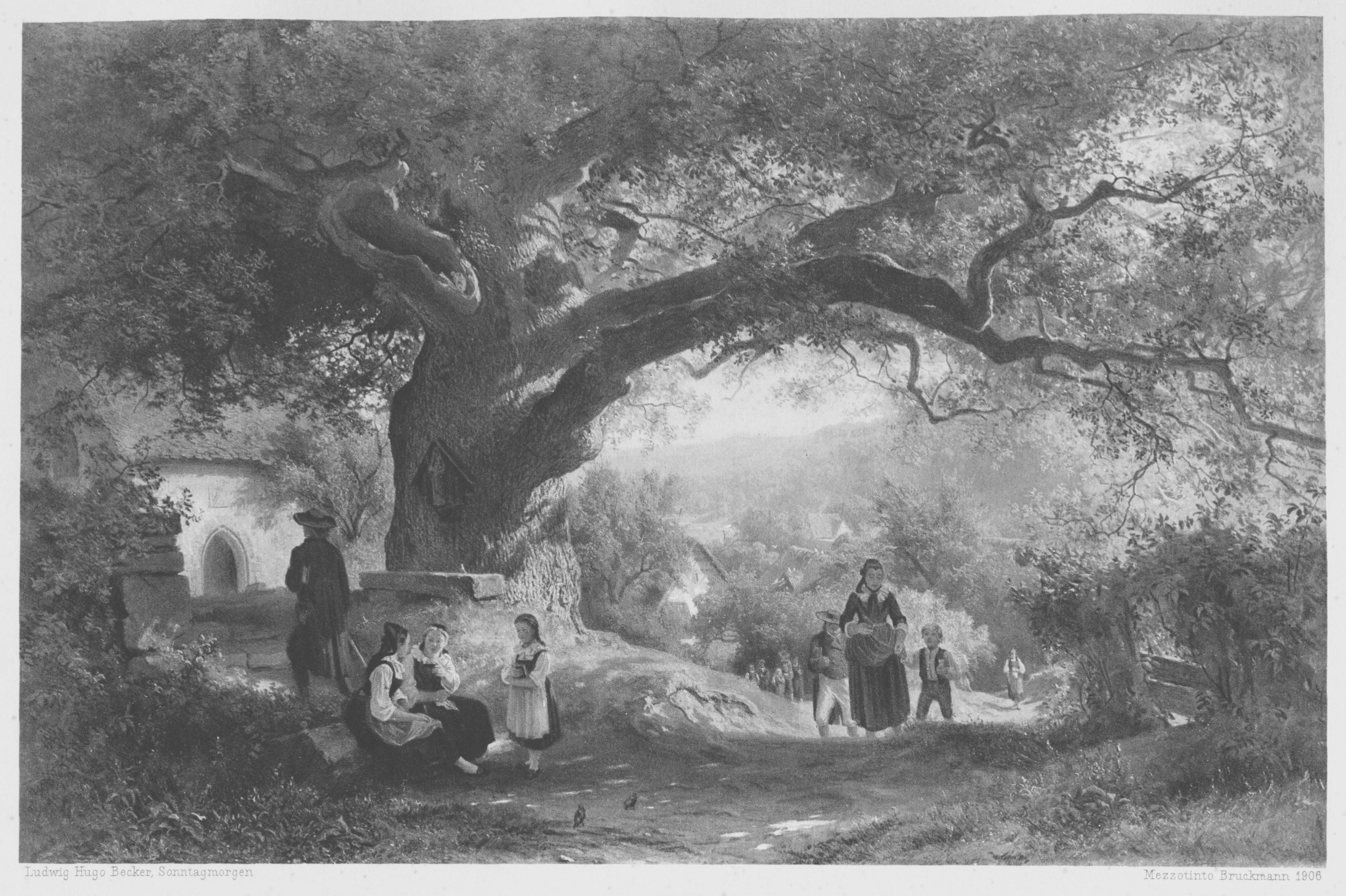
Sonntagmorgen, 1860 (Schwarz-Weiß-Abbildung des Ölgemäldes)

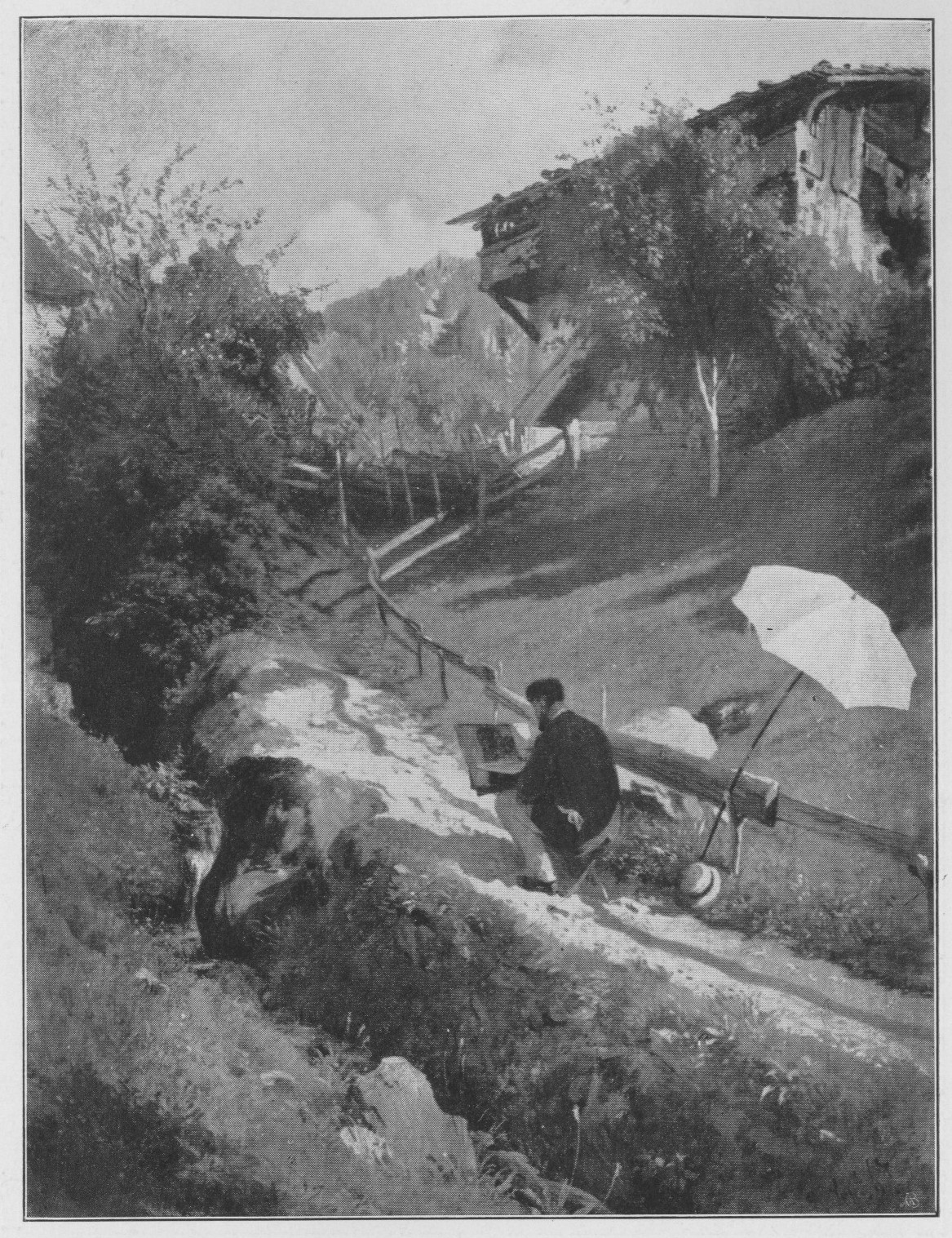
Dorfstraße im Gebirge, 1867 (Schwarz-Weiß-Abbildung des Ölgemäldes)

- Winterlandschaft mit alter Kirche, 1852.
- Landschaft mit Einsiedler, 1855.
- An der Kirchenseite, 1855, Düsseldorf, Museum Kunstpalast
- Opferfest der alten Deutschen im heiligen Hain, 1856.
- Dorfidyll, 1859, ehemals Düsseldorf, Sammlung Lissauer
- Vorüberziehendes Gewitter, 1859.
- Sonntagmorgen, 1860.
- Schlittenfahrende Knaben, 1861.
- Sonnenschein auf der Landstraße, 1862.
- Küstenlandschaft bei St. Valéry, 1862, Düsseldorf, Museum Kunstpalast
- Kanalküste in der Normandie, 1863.
- Netzflicker, 1863.
- Bach im Wiesengrund, 1864, Düsseldorf, Museum Kunstpalast
- Haus am Hang (Bergisches Land), 1865, Düsseldorf, Museum Kunstpalast[11]
- Die Christnacht, (1866).
- Auf der Höhe (Dorfstraße im Gebirge), 1867.
- Kirchgang, 1867.
- Die Bleiche, 1868.
- Weinlese an der Mosel, 1868, letztes Bild des Künstlers

- Hessisches Dorf, Kiel, Stiftung Pommern, Schloss Rantzau
- Der Landschaftsmaler, Wuppertal, Von der Heydt-Museum
- Skizzenbuch, 1856–1859: Gebirgslandschaft, Bleistiftzeichnung, 1864, Düsseldorf, Künstlerverein Malkasten